# Vracov
Vracov är en stad i Tjeckien. Den är belägen i regionen Södra Mähren, i den sydöstra delen av landet, 240 km sydost om huvudstaden Prag. Vracov ligger 195 meter över havet och antalet invånare är 4 491.
Terrängen runt Vracov är platt. Runt Vracov är det ganska tätbefolkat, med 111 invånare per kvadratkilometer. Närmaste större samhälle är Hodonín, 15,1 km söder om Vracov. Trakten runt Vracov består till största delen av jordbruksmark.